# Carlos Terribili

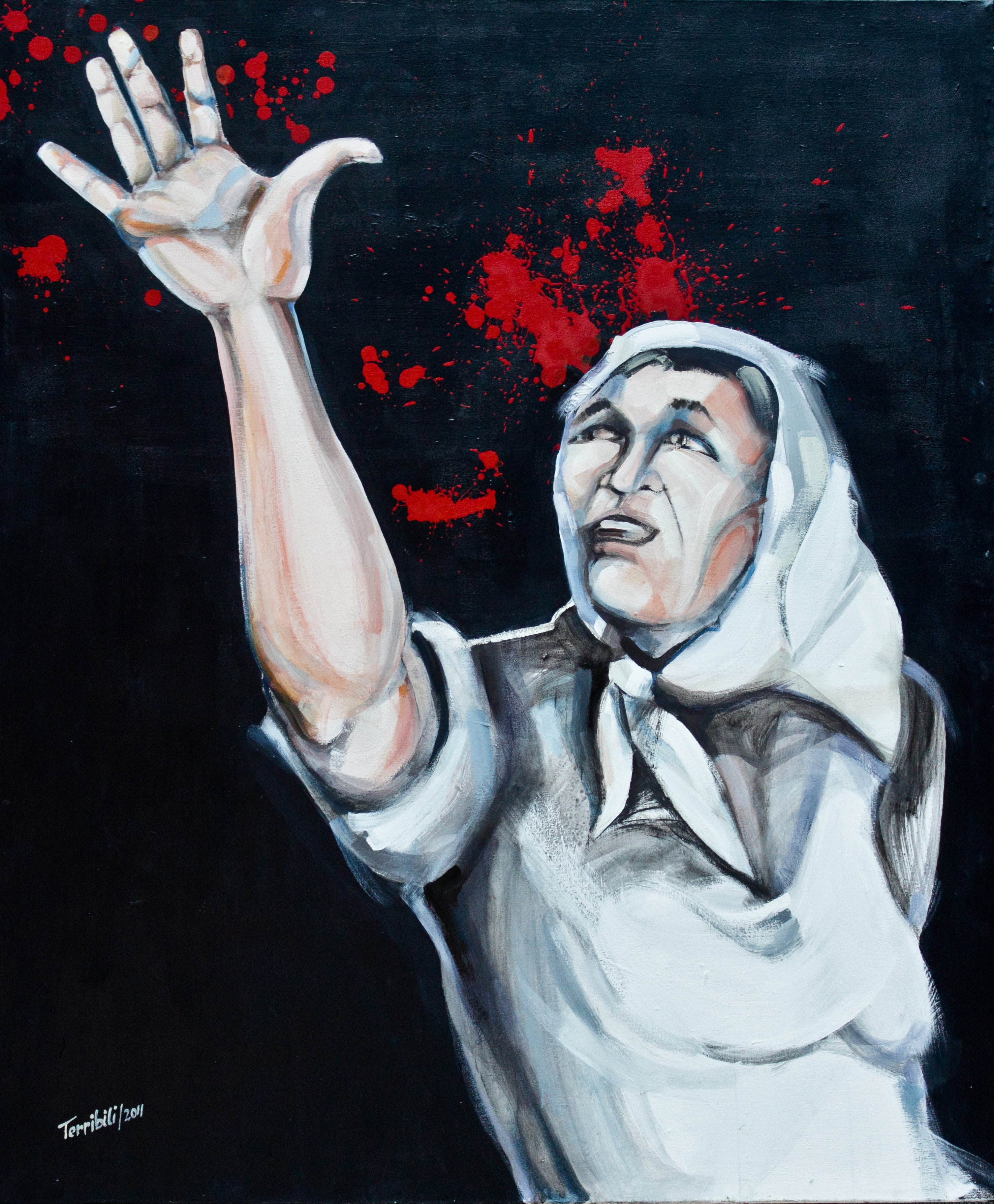
¡Basta!, obra en acrílico sobre tela.

Carlos Terribili (Caballito, Buenos Aires, 5 de marzo de 1936 - 21 de agosto de 2016) fue un muralista, afichista e ilustrador argentino. A lo largo de su vida realizó más de 350 exposiciones en Argentina, México, Perú, Venezuela, Uruguay, EE. UU., Cuba y España. Fue declarado «Ciudadano Ilustre de la Ciudad Autónoma de Buenos Aires» en el año 2007. En 2008 fue reconocido como «Personalidad Destacada de la Cultura».

## Obra
Carlos Terribili egresó de la Escuelas Nacional de Bellas Artes Manuel Belgrano y  Escuela Nacional de Bellas Artes Prilidiano Pueyrredón, donde estudió con maestros como Ideal Sánchez, Luis Barragán, Onofrio Pacenza, Juan Batlle Planas, Héctor Cartier y Víctor Chab, entre otros. No participó nunca en ningún salón competitivo o con premios. Sus trabajos siempre estuvieron relacionados con las luchas populares y sociales. 
El retrato ocupa un lugar importante en su producción al igual que el afiche. Realizó series de dibujos sobre originales manuscritos por los escritores: Atahualpa Yupanqui, Jorge L. Borges, Armando Tejada Gómez, Homero Expósito, Héctor Negro, Horacio Guaraní, Raúl González Tuñón, Nicandro Pereyra, Hamlet Lima Quintana, Osvaldo Pugliese, Celedonio Flores, Homero Manzi, Enrique Santos Discépolo, Alfredo Gobi, Astor Piazzolla, Domingo Zerpa, Elvio Romero, Elías Castelnuovo y otros. También colaboró con medios gráficos como “La Prensa” y “Norte” de Tucumán. 
Su producción muralística es también importante. Muchas de sus obras integran las colecciones de museos de diferentes provincias argentinas, así como de países como España, Cuba y Bolivia. Desde 1963 alterna sus actividad artística con la docencia, dictando clases con modelo vivo en “Estímulo de Bellas Artes” una de los institutos más antiguos de Buenos Aires.